# حمى زيكا
حمى زيكا، المعروفة أيضًا باسم مرض فيروس زيكا أو ببساطة زيكا، هي مرض معد يسببه فيروس زيكا. لا توجد أعراض في معظم الحالات، ولكن عند وجودها عادة ما تكون خفيفة وقد تشبه حمى الضنك. قد تشمل الأعراض الحمى واحمرار العينان وآلام المفاصل والصداع والطفح الجلدي الحطاطي. تستمر الأعراض بشكل عام أقل من سبعة أيام. ولم يُبلغ عن أي حالة وفاة بسبب المرض خلال مرحلة الإصابة الأولية. يمكن أن يسبب انتقال المرض من الأم إلى الجنين أثناء الحمل صغر رأس الجنين وتشوهات دماغية أخرى لدى بعض الأطفال. ارتبطت العدوى لدى البالغين بإصابتهم بمتلازمة غيلان باري.
تنتشر حمى زيكا بشكل أساسي عن طريق لدغة البعوض من نوع الزاعجة. ويمكن أن ينتقل عن طريق الاتصال الجنسي وقد ينتقل أيضًا عند نقل دم مصاب إلى شخص سليم. ويمكن أن تنتقل العدوى من الأم الحامل إلى جنينها (انتقال عمودي). يُشخص المرض عن طريق تحري الحمض النووي الريبيوزي (RNA) للفيروس في عينات من الدم أو البول أو اللعاب، أو عن طريق تحري الأجسام المضادة في الدم بعد ظهور الأعراض لأكثر من أسبوع.
تتضمن الوقاية تقليل لدغات البعوض في المناطق التي يحدث فيها المرض والاستخدام السليم للواقي الذكري. تشمل الجهود المبذولة للوقاية من اللدغات استخدام طارد الحشرات، وتغطية معظم أجزاء الجسم بالملابس والناموسيات، والتخلص من المياه الراكدة حيث يتكاثر البعوض. لا يوجد لقاح فعال للمرض. أوصى مسؤولو الصحة النساء في المناطق المتضررة من تفشي زيكا في الأمريكيتين (2015–16) بالنظر في تأجيل الحمل وعدم سفر النساء الحوامل إلى هذه المناطق. بالرغم من عدم وجود علاج محدد، قد يساعد الباراسيتامول (أسيتامينوفين) في علاج الأعراض. نادرًا ما يكون الدخول إلى المستشفى ضروريًا.
عُزل الفيروس المسبب للمرض لأول مرة في إفريقيا عام 1947. وقعت أول فاشية موثقة لدى البشر في عام 2007 في ولايات ميكرونيسيا الموحدة. بدأ تفشي المرض في البرازيل في عام 2015، وانتشر إلى الأمريكتين والمحيط الهادئ وآسيا وأفريقيا. أدى ذلك إلى إعلان منظمة الصحة العالمية بأن الحالة هي أحد حالات طوارئ الصحة العامة محل الاهتمام الدولي في فبراير 2016. رُفعت حالة الطوارئ في نوفمبر 2016، لكن استمرت 84 دولة في الإبلاغ عن وجود حالات حتى مارس 2017. آخر حالة مثبتة لزيكا انتشرت في الولايات المتحدة كانت في عام 2017.

## العلامات والأعراض
تكون الأعراض عند معظم المصابين قليلة أو غير موجودة، وبخلاف ذلك، فإن العلامات والأعراض الأكثر شيوعًا لحمى زيكا هي الحمى والطفح الجلدي والتهاب الملتحمة (احمرار العينان) والآلام العضلية والمفصلية والصداع، والتي تشبه علامات وأعراض حمى الضنك وحمى الشيكونغونيا. ما يزال الوقت الذي تستغرقه الأعراض حتى تظهر بعد لدغة البعوض غير معروف حتى الآن، ولكن من المحتمل أن يكون من بضعة أيام إلى أسبوع. يستمر المرض لعدة أيام إلى أسبوع وعادة ما يكون خفيفًا بما يكفي بشكل لا يضطر فيه المرضى إلى الذهاب إلى المستشفى.
لأن الفيروس المسبب من نفس عائلة الفيروس المسبب لحمى الضنك، كان هناك قلق من إمكانية حدوث اضطرابات نزفية مماثلة، لكن وُثّق حدوث اضطرابات نزفية في حالة واحدة فقط، كان الدم موجودًا فيها في السائل المنوي (تدمي المني).

### متلازمة غيلان باريه
ارتبطت عدوى فيروس زيكا ارتباطًا وثيقًا بمتلازمة غيلان باريه (GBS)، وهي بدء سريع لضعف عضلي سببه تدمير الجهاز المناعي للجهاز العصبي المحيطي، قد يتطور في النهاية إلى الشلل. في حين أن الإصابة بمتلازمة غيلان باريه، وحمى زيكا قد تحدث في نفس الوقت عند نفس الشخص، لكن من الصعب الإقرار بأن فيروس زيكا هو السبب المباشر للمتلازمة عند هذا المريض. على الرغم من أنه ثبت أن فيروس زيكا يصيب خلايا شوان البشرية. أبلغت العديد من البلدان المتضررة من تفشي فيروس زيكا عن ارتفاع في معدل الإصابات الجديدة بمتلازمة غيلان باريه. خلال الفاشية 2013-2014 في بولينيزيا الفرنسية، أُبلغ عن 42 حالة إصابة بمتلازمة غيلان باريه على مدى 3 أشهر، مقارنة بين 3 إلى 10 إصابات سنويًا قبل التفشي.

### الحمل
ينتقل المرض من الأم إلى الطفل ضمن الرحم (عدوى منتقلة عموديًا) ويمكن أن يسبب مشاكل متعددة، أبرزها صغر الرأس عند الجنين. من غير المعروف حتى الآن المدى الكامل للعيوب الخلقية التي تسببها العدوى أثناء الحمل للطفل، ولكن يبدو أنها شائعة، مع وجود تشوهات واسعة المدى في ما يصل إلى 42% من الولادات الحية. وكانت التشوهات الأكثر شيوعًا هي التشوهات في تطور الدماغ والعينين مثل صغر الرأس وتندب المشيمية. والأقل شيوعًا هو وجود تشوهات جهازية مثل الاستسقاء الجنيني، وهي حالة تتميز بوجود تراكم غير طبيعي للسوائل في الجنين. يمكن أن تؤدي هذه التشوهات إلى اضطرابات ذهنية، ونوبات، ومشاكل في الرؤية، واضطرابات في السمع، ومشاكل في التغذية، وبطء في النمو.
ما زالت مرحلة الحمل التي تُصاب خلالها الأم وتؤثر بها الإصابة على الجنين غير مفهومة جيدًا بعد، أو ما إذا كانت عوامل الخطر الأخرى تؤثر على النتائج. قدرت إحدى المجموعات خطر إصابة الطفل بصغر الرأس حوالي 1% عندما تكون الأم مصابة خلال الثلث الأول من الحمل، وتصبح نسبة الخطر غير مؤكدة بعد الثلث الأول، قد يبدو الأطفال المصابين طبيعيين، لكنهم يعانون في الحقيقة من شذوذات، وقد يعاني الولدان المصابة أذية دماغية.

## الأسباب

### المستودع
فيروس زيكا هو فيروس من جنس الفيروسات المصفرة ينقله البعوض ويرتبط ارتباطًا وثيقًا بفيروسات حمى الضنك والحمى الصفراء. في حين أن البعوض هو الناقل، ما زالت أنواع المستودعات الرئيسية للفيروس غير معروفة، على الرغم من العثور على أدلة مصلية في كل من القرود والقوارض في غرب إفريقيا.

### الانتقال
ينتقل المرض عن طريق لدغة البعوض من جنس الزاعجة، بشكل أساسي الزاعجة المصرية في المناطق الاستوائية. عُزل أيضًا من الزاعجة الإفريقية، وزاعجة لوتوسيفالوس وزاعجة أبيكوأرجنتوس، والزاعجة المنقطة بالأبيض، وزاعجة فيتاتوس، وزاعجة فورسيفير. خلال تفشي المرض عام 2007 في جزيرة ياب في جنوب المحيط الهادئ، كانت الزاعجة هينسيلي هي الناقل للمرض بينما نشرت الزاعجة البولينزية الفيروس في بولينيزيا الفرنسية في عام 2013.
يمكن أن ينتشر فيروس زيكا عن طريق الانتقال الجنسي من الرجال المصابين لشركائهم. عُزل فيروس زيكا عن عينات السائل المنوي، يملك المصاب الواحد فيروسات في السائل المنوي أكثر بنحو 100 ألف مرة مما يملكه في الدم أو البول. وما زال سبب وجود الفيروس في السائل المنوي بشكل أكبر من سوائل الجسم الأخرى غير واضح بعد، ومن غير الواضح إلى متى يمكن أن يبقى الفيروس المعدي في السائل المنوي. كانت هناك حالات لرجال لا تظهر عليهم أعراض الإصابة بفيروس زيكا، لكنهم يحملون الفيروس. أوصت مراكز السيطرة على الأمراض والوقاية منها بأنه يجب على جميع الرجال الذين سافروا إلى المناطق المصابة الانتظار 6 أشهر على الأقل قبل محاولة الحمل، بغض النظر عما إذا كانوا مرضى. حتى الآن لم يُبلغ عن حالات انتقال جنسي من النساء إلى شركائهن الجنسيين. يمكن أن ينشر الجنس الفموي أو الشرجي أو المهبلي المرض.
أُبلغ عن حالات من الانتقال العمودي في الفترة حول الولادة. يوصي مركز السيطرة على الأمراض بأن النساء المصابات بحمى زيكا يجب أن ينتظرن 8 أسابيع على الأقل بعد أن تبدأ أعراض المرض قبل محاولة الحمل. لم يُبلغ عن حالات انتقال العدوى عبر الرضاعة الطبيعية، ولكن عُثر على الفيروس في حليب الثدي عند الأمهات المصابات.
مثل الفيروسات المُصفرّة الأخرى، يمكن للفيروس أن ينتقل عبر نقل الدم، وطورت العديد من البلدان المتضررة استراتيجيات لفحص المتبرعين بالدم. أوصت إدارة الغذاء والدواء الأمريكية بالكشف الشامل عن منتجات الدم لزيكا. كُشف عن الفيروس في 3% من المتبرعين بالدم دون أعراض في بولينيزيا الفرنسية.